# Miksozaur

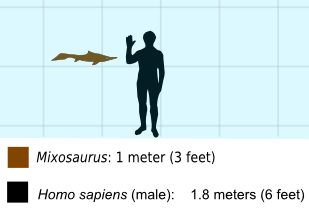

Miksozaur (Mixosaurus) - wymarły rodzaj diapsydowego gada, należący do rzędu ichtiozaurów. Miał ok. 1 m długości. Żył w okresie triasu. Był to prymitywny ichtiozaur, ze słabo rozwiniętą płetwą ogonową. Jego szczątki znaleziono w Chinach, Timorze, Indonezji, Włoszech, Spitsbergenie, Kanadzie, Alasce i Nevadzie. Nazwę, oznaczającą „mieszana jaszczurka”, wprowadził w roku 1887 Georg Baur.